# Tramlijn 82 (Brussel)
De Brusselse tramlijn 82 uitgebaat door de MIVB verbindt het station van Sint-Agatha-Berchem met Drogenbos. De kenkleur van deze lijn is lichtblauw.

## Traject
Berchem Station - Berchem-Shopping - Alcyons - Schweitzer - Genot - Van Zande - Begraafplaats van Molenbeek - Karreveld - Mennekens - Joseph Baeck - Weststation - Vier Winden - Hertogin - Driehoek - Ninoofsepoort - Arts et Métiers - Anderlechtsepoort - Bodegem - Lemonnier - Zuidstation - Zweden - Koningslaan - Drukkerij - Orban - Wiels - Union - Kastanjes - Zaman - Monaco - Vorst Centrum - Sint-Denijs - Max Waller - Bempt - Neerstalle - Merlo - Kruispunt Stalle - Keyenbempt - Rodts - Grote Baan - Drogenbos.

## Geschiedenis

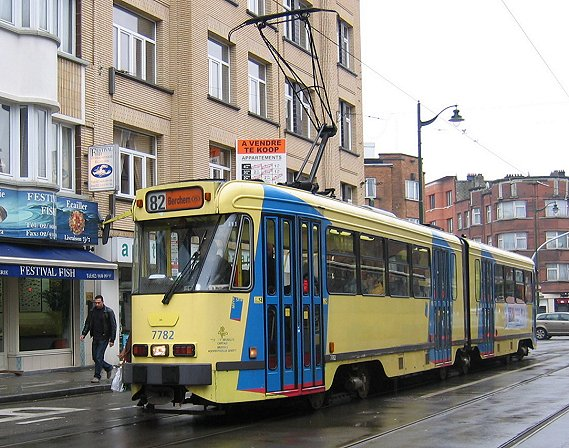
Een tweedelige PCC-tram op lijn 82 aan de halte Karreveld

Tot 2008 reed tram 82 van Berchem in het westen van Brussel naar het Montgomery in het oosten van Brussel en werd de zuidelijke tak naar Drogenbos bediend door de premetro Noord-zuidas tramlijn 52. Vanaf 2008 werden overdag in de premetro Noord-zuidas tunnel tussen Brussel Noord en Lemonnier, alle vroegere tramlijnen vervangen door de frequente tramlijnen 3 en 4. Om het overstappen te vermijden voor de reizigers uit het centrum wordt na 20:00 de zuidelijke tak bediend door tramlijn 32, die vanaf Brussel-Noord dezelfde route heeft als de vroegere tramlijn 52.
De verlenging naar Drogenbos Kasteel is geopend op 7 juni 1947 onder de tramlijn 52.

## Materieel
Deze tramlijn wordt sinds 2011 gereden met lagevloertrams van het type T3000.
Stations: Noordstation · Rogier · De Brouckère · Beurs - Grote Markt · Anneessens-Fontainas · Lemonnier · Zuidstation · Hallepoort · Sint-Gillisvoorplein · Horta · Albert

Projecten: Toots Thielemans 

Lijnen:         